# Долничану, Тибериу
Тибериу Александру Долничану (рум. Tiberiu Alexandru Dolniceanu, р.3 апреля 1988) — румынский фехтовальщик-саблист, чемпион мира и Европы, призёр Олимпийских и Европейских игр.

## Биография
Родился в 1988 году в Яссах. Его родители уехали на заработки в Италию, а сам он в 13 лет занялся фехтованием. В 2009 году вошёл в национальную сборную.
В 2009 году стал обладателем золотой медали чемпионата мира. На чемпионате мира 2010 года завоевал бронзовую медаль. В 2012 году стал обладателем серебряных медалей чемпионата Европы и Олимпийских игр в Лондоне. В 2013 году стал чемпионом Европы, а также серебряным и бронзовым призёром чемпионата мира. В 2014 году опять завоевал бронзовую медаль чемпионата мира. В 2015 году стал серебряным призёром Европейских игр в личном и командном первенствах, а также стал обладателем бронзовой медали чемпионата мира. В 2016 году занял третье место на чемпионате мира в командных соревнованиях.